# Polypedates colletti
Polypedates colletti är en groddjursart som först beskrevs av George Albert Boulenger 1890.  Polypedates colletti ingår i släktet Polypedates och familjen trädgrodor. IUCN kategoriserar arten globalt som livskraftig. Inga underarter finns listade i Catalogue of Life.